# Contestanos
Los contestanos fueron un pueblo íbero que habitaba en la región conocida como Contestania, que abarcaba el territorio de la actual provincia de Alicante y parte de las provincias de Valencia, Región de Murcia y Albacete (España). Según Ptolomeo, los contestanos están en la orilla del mar y limitan por el interior con los bastetanos.
Contestanos son los enclaves costeros íberos de Portum Sucrone (Cullera), Dianium (Denia, quizás Hemeroskopeion), Peñón de Ifach (Calpe), Cap Negret (Altea), Tossal de la Cala (Benidorm), Tossal de la Malladeta (Villajoyosa, quizás Alonis), Illeta dels Banyets (Campello), Tossal de Manises (Alicante, la Lucentum romana, quizás antes Akra Leuké), el Portus Ilicitanus (Santa Pola), y la densa área comercial en la que desembocaban los ríos Segura y Vinalopó, en torno a cuya antigua albufera se concentraban numerosos núcleos (el Oral, el Molar, la Escuera, la Fonteta, Castillo de Guardamar, Cabezo Pequeño del Estaño y Cabezo Lucero). Avanzado el período ibérico, la Contestania pudo alcanzar por la costa Thiar (Pilar de la Horadada), Los Nietos (junto al Mar Menor) y, tras el Promontorio Escombrario, Carthago Nova (Cartagena, la capital iberopúnica).

## Territorio
La Contestania se situaba en el sureste de la península ibérica, siendo sus territorios más claramente adscritos la actual provincia de Alicante y el sur de la provincia de Valencia (coincidiendo aproximadamente con la extensión que hasta principios del siglo XVIII tuvo la diócesis episcopal oriolana), con un límite septentrional marcado por el curso bajo del río Júcar (Sucro flumen), y con un límite meridional tradicionalmente ubicado en el curso bajo del río Segura (Tader flumen), extendiéndose por el interior los elementos más característicos de su cultura hasta al menos las cercanías de Almansa.
Sin embargo, estos límites no serían precisos, observándose influencias culturales contestanas por la meseta albaceteña y por el este de la actual Región de Murcia, que podrían tener una similar identificación étnica o compartir muchos elementos definitorios. Al norte se hallaba la Edetania, con su capital Edeta (Liria, Valencia). Al sur estaban los Mastienos (en la zona de Cartagena), luego quizás asimilados por los contestanos. Al oeste se situaba la Bastetania, con la alejada Basti como principal centro rector (Baza, Granada), y con núcleos fuertes muy próximos a la Contestania: Asso (La Encarnación, en Caravaca de la Cruz), Ilunum (Tolmo de Minateda, en Hellín) y Saltigi (Chinchilla de Montearagón). Como santuarios limítrofes e interétnicos de bastetanos y contestanos pudieron actuar el Llano de la Consolación y el Cerro de los Santos (ambos en Montealegre del Castillo). Más hacia el interior se llegaba a la Oretania (en las actuales tierras de Jaén y Ciudad Real).
Los dos grandes núcleos jerarquizadores de la Contestania clásica parece que fueron Saiti (Játiva), con una destacada producción monetaria, e Ilici (La Alcudia de Elche), con un brillante desarrollo escultórico en el Ibérico antiguo y un pujante estilo cerámico decorado en el Ibérico final. También pudo tener bastante autonomía en muchos períodos La Serreta (Alcoy), en cuyo territorio dependiente abundan los plomos escritos, signo de capacidad de control administrativo. Un enclave contestano posiblemente fronterizo fue La Bastida de les Alcusses (Mogente), en donde los hallazgos arqueológicos apuntan hacia su difícil posición defensiva. El Monastil (Elda) y el poblado de Iaspis (Aspe) ejercerían también labores de control territorial. El etnónimo contestano quedó fosilizado en la actual población alicantina de Cocentaina, donde abundan los yacimientos de época ibérica. La riqueza de las panoplias de las necrópolis murcianas de Coimbra del Barranco Ancho (Jumilla), Cigarralejo (Mula) y Cabecico del Tesoro (Murcia), revela la férrea defensa ejercida en la Contestania Sudoccidental. El típico armamento del guerrero ibérico (falcata, lanza, dos jabalinas y caetra) ha sido especialmente bien documentado en yacimientos correspondientes a bastetanos y contestanos. Como núcleo culturalmente expansivo se puede citar también el Cabezo del Tío Pío (Archena), en el eje comercial del Bajo Segura, que produjo cuidadas cerámicas pintadas.
Los vínculos de fidelidad existentes entre las élites de los diferentes asentamientos habrían ayudado a dar cuerpo a la etnia contestana, pero la misma no habría existido sin una conciencia comunitaria extendida de abajo arriba por todos sus estratos sociales, rastreada por los arqueólogos a través del análisis de su cultura material. Ésta no suele ser decisiva como indicador étnico, debiendo además tenerse en cuenta las posibles variaciones de límites y lealtades a lo largo de varios siglos. En el momento de la llegada de los conquistadores cartagineses y romanos en la segunda mitad del siglo III a. C., todavía el desarrollo protoestatal de las etnias ibéricas era escaso, como reveló su tendencia a colaborar con alguno de los ejércitos invasores. En el caso contestano, su temprana apertura a las influencias mediterráneas ejercidas por los comerciantes fenicios y griegos, facilitó su posterior inserción en proyectos estatales dirigidos por poderes exteriores.

## Origen

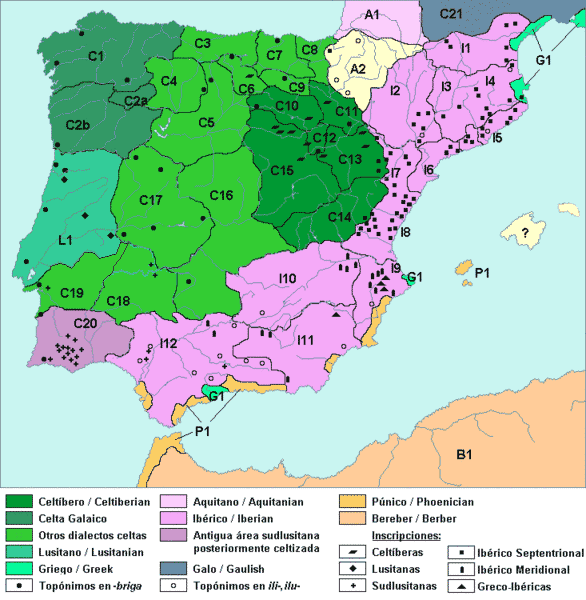
Familias lingüísticas de la península ibérica antes de la romanización
C1: Galaicos / C2b: Brácaros / C3: Cántabros / C4: Astures / C5: Vacceos / C6: Turmogos / C7: Autrigones-Caristios / C8: Várdulos / C9: Berones / C10: Pelendones / C11: Belos / C12: Lusones / C13: Titos / C14: Olcades / C15: Arévacos / C16: Carpetanos / C17: Vetones / C18-C19: Célticos / C20: Conios / L1: Lusitanos / I1: Ceretanos / I2: Ilergetes / I3: Lacetanos / I4: Indigetes / I5: Layetanos / I6: Ilercavones / I7: Sedetanos / I8: Edetanos / I9: Contestanos / I10: Oretanos / I11: Bastetanos / I12: Turdetanos / G21: Galos / G1: Griegos / P1: Fenicios/Cartagineses / B1: Bereberes.

Entre el final de la Edad del Bronce y la colonización romana (siglo VIII a. C. hasta el II-I a. C.) se produjo un importante desarrollo cultural en la península como consecuencia, entre otros factores, de los contactos con pueblos mediterráneos como fenicios y griegos. Estos contactos culturales y comerciales permitieron el desarrollo del sustrato indígena, dando origen a un periodo orientalizante (siglos VIII-VI a. C.) que determinó la aparición de la cultura ibérica a finales del siglo VI a. C. En el área del actual Alicante confluyeron en el siglo VI a. C. influjos culturales procedentes de Tartessos y su área de influencia mastiena, cuya capital Mastia se encontraba en la actual Cartagena, con otros provenientes de los iberos del Levante, dando origen a un grupo mal conocido denominado Gimnetes. Con la caída de Tartessos a fines del siglo VI a. C., surgieron los turdetanos y los oretanos en Andalucía, y los bastetanos en el área de los mastienos.
Los contestanos aparecen en las fuentes escritas a partir del siglo III a. C. La Contestania pertenecía al mundo ibérico, y heredó peculiaridades derivadas del contacto comercial en sus costas con fenicios y griegos focenses, y con Tartessos a través de las comunicaciones del interior. La expansión de la cultura tartésica por el Sureste se hace patente en yacimientos del Bronce Final como Los Saladares (Orihuela) y Peña Negra (Crevillente). Los poblados indígenas mantuvieron relaciones comerciales con factorías fenicias, como ‘La Fonteta’, situada en las dunas de Guardamar del Segura, y con pequeños enclaves griegos, como Hemeroskopeion, Alonis y Akra Leuké. Estos contactos tuvieron su reflejo en los ricos ajuares de las tumbas, como puede apreciarse en las necrópolis de Les Casetes y Poble Nou (Villajoyosa) y en la de La Albufereta (Alicante). Se trata de un largo proceso de aculturación que influyó en la aparición a partir del siglo VI a. C. de las características propias que definen la cultura ibérica y el mundo contestano en particular.
Contestania es el nombre que dan las fuentes antiguas (Estrabón, Plinio, Ptolomeo) a esta región de la península ibérica, que se incluía dentro de la cultura ibérica. Si bien los poblados contestanos no tuvieron las dimensiones de los turdetanos, la contestana fue una de las culturas ibéricas más ricas y variadas, con importantes manifestaciones artísticas (como escultura funeraria y cerámica decorada) y varios sistemas de escritura. Una gran red de asentamientos costeros permitía la importación de productos exóticos. Los poblados del interior, dedicados principalmente a la agricultura y a la ganadería, participaron también de las novedades culturales llegadas del Mediterráneo, gracias al establecimiento de ágiles vías terrestres de comunicación.

## Yacimientos arqueológicos

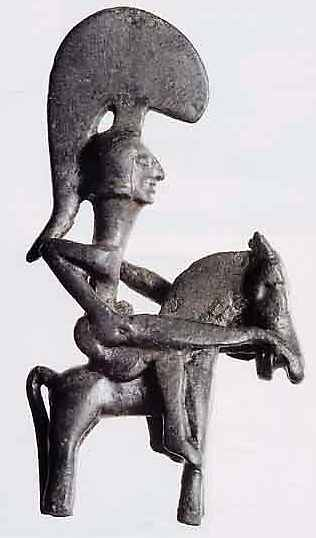
El guerrero de Mogente.

El territorio de la Contestania se encontraba enclavado principalmente en la actual provincia de Alicante y parte de la de Valencia, con yacimientos como:
- Provincia de Alicante:  La Serreta y El Puig (Alcoy), La isleta de Campello, Lucentum (en el Tossal de Manises y la Albufereta, Alicante), el Tossal de la Cala (Benidorm), La Alcudia de Elche, la ‘Penya Negra’ y el Castellà Colorat de Crevillente, Salvatierra en Villena, El Monastil de Elda, ‘El Oral’ y ‘La Escuera’, en San Fulgencio, El Camp de l'Escultor en Agost, Cabezo Lucero en Rojales y Guardamar, La Necrópolis de Altea la Vella en Altea, El Puntal de Salinas, El Xarpolar de Margarida, Benimaquia y Pico del Águila en Denia y La Picola en Santa Pola.

- Provincia de Valencia: Játiva; La Bastida de les Alcusses, El Castellaret y El Corral de Saus (Mogente); Cerro Lucena, Enguera; La Covalta en Albaida y el Castellar de Meca (Ayora).

- Área más oriental de provincia de Albacete: El Amarejo en Bonete, Cerro de los Santos y Llano de la Consolación en Montealegre del Castillo, la necrópolis de Los Villares y la Necrópolis  “Camino de la Cruz”  en Hoya-Gonzalo, y el Tolmo de Minateda en Hellín.

- También relacionados con la Contestania, yacimientos de la Comunidad de Murcia como Coimbra del Barranco Ancho (Jumilla) o El Cigarralejo (Mula).

- Museos arqueológicos con materiales de yacimientos contestanos: como el Museo Arqueológico Provincial de Alicante (MARQ) de Alicante, Museo Arqueológico de Játiva, El Almodí, Museo Arqueológico Municipal de Enguera, el museo José María Soler de Villena, Museo Arqueológico Municipal (Íbero) de Monforte del Cid, el museo Camilo Visedo de Alcoy, el museo arqueológico de Elda, el museo de la Alcudia (Elche), el museo arqueológico de Elche, el museo arqueológico de Crevillent, el museo de Villajoyosa, y, en la Comunidad de Castilla-La Mancha, el Museo Provincial de Albacete.